# 斯特凡·昆茨

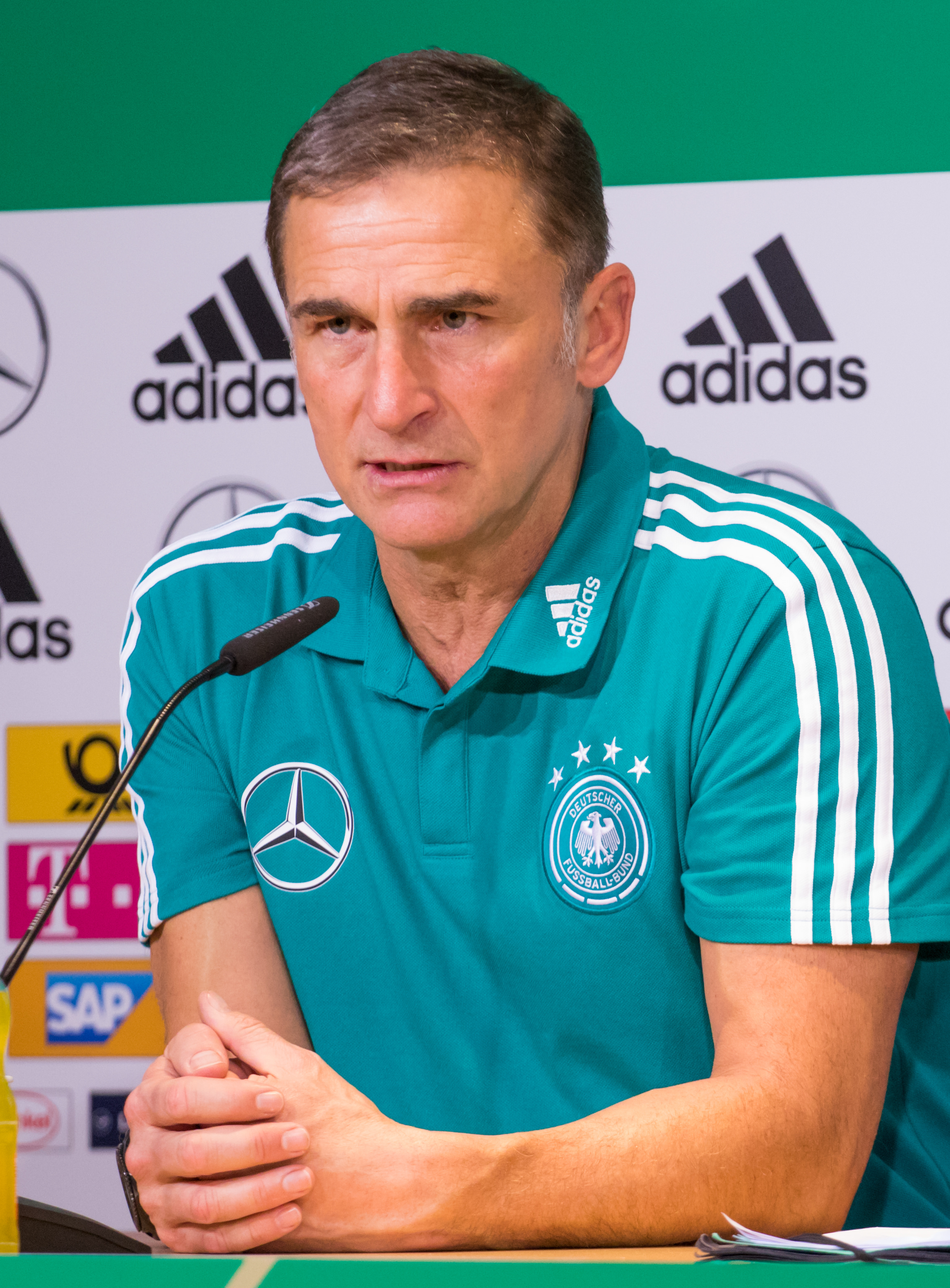

斯特凡·昆茨（德語：Stefan Kuntz，1962年10月30日—）是一名德国前足球运动员，現任土耳其國家足球隊主教练。
昆茨自2008年起担任凯泽斯劳滕足球俱乐部主席，一直到2016年離隊，並接替退休的赫魯貝施執教德國U21國家隊，期間德國U21隊成績相當出色，三次出戰U21歐洲杯中，於2017、2021兩度奪冠，2019年也獲得一次亞軍。於是2021年9月，在土耳其足協和德國足協達成協議後，昆茨正式接手土耳其國家隊。

## 生平
昆茨是於1980年開始其職業足球生涯，當時效力的球會是Borussia Neunkirchen。1983年加盟波琴。在球員生涯中他上陣了449場德賽事，並於1986年和1994年成為聯賽神射手。在1995-96年，曾於土耳其的比達斯效力了一個球季。
昆茨早於1983年已被選入德國青年軍，但要到1993年才獲得次參加國際賽之機會。於1996年，他成為歐洲國家盃冠軍隊成員。他生涯在國家隊踢了25場比賽，其中20場勝利、4場和局，最後一場則是1996歐洲杯四強賽對戰英格蘭，德國於12碼大戰中獲勝，是德國國家隊歷史中未嘗一敗的選手中出賽最高的紀錄。